# Dianjiao
Dianjiao (kinesiska: 典角, Diemuchuoke, 碟穆绰克) är en ort i Kina. Den ligger i den autonoma regionen Tibet, i den sydvästra delen av landet, omkring 1 200 kilometer väster om regionhuvudstaden Lhasa. Dianjiao ligger 4 240 meter över havet och antalet invånare är 150.
Trakten runt Dianjiao är nära nog obefolkad, med mindre än två invånare per kvadratkilometer. Trakten runt Dianjiao är ofruktbar med lite eller ingen växtlighet.
Genomsnittlig årsnederbörd är 288 millimeter. Den regnigaste månaden är februari, med i genomsnitt 41 mm nederbörd, och den torraste är november, med 11 mm nederbörd.